# Bestune NAT
La Bestune NAT (in cinese 奔騰NAT), chiamata anche Bestune E05, è un'autovettura elettrica prodotta dalla casa automobilistica cinese First Automobile Works con il marchio Bestune dal 2021.

## Descrizione
Il nome NAT sta per "Next Automatic Taxi".
La vettura è stata mostrata per la prima volta nel 2021 al Haikou International New Energy Vehicle and Connected Mobility Show. La NAT è una monovolume elettrica compatta, mossa da un motore elettrico da 100 kw 136 cavalli alimentato da un pacco batterie al litio ferro fosfato posto sotto il pianale da 55 kWh, che le garantisce un'autonomia di circa 419 km secondo il ciclo di omologazione NEDC
Sono previste quattro diverse versioni, due delle quali destinate ai servizi di taxi, una variante per il servizio di ride hailing DiDi e una variante per il servizio di ride hailing T3.
Come per la BYD D1 che è stata progettata anch'essa progetta per il ride-hailing, anche la NAT ha una porta scorrevole posta sul lato passeggero per gli occupanti posteriori.